# Boccaccio Boccaccino
Boccaccio Boccaccino (v. 1467 à Ferrare - v. 1525),  actif à la fin du XVe et au début du XVIe siècle, est un peintre italien de la Haute Renaissance, se rattachant à l'école de Ferrare. Il est le père du peintre Camillo Boccaccino de Crémone.

## Biographie
On sait peu de sa formation, produit du classicisme de la cour padane du début du XVIe siècle (Francesco Francia et Lorenzo Costa il Vecchio). Il étudie à Ferrare avec Domenico Panetti et y est mentionné comme artiste de cour entre 1497 et 1500.
Ses premières œuvres documentées ont disparu : un retable pour les Augustins de Gênes (1493), les fresques de Sant'Agostino à Crémone (1497) et du Dôme de Ferrare (1503).
Parmi ses premiers tableaux il faut citer La Montée au Calvaire (National Gallery de Londres), exécutée pour Crémone, et L'Adoration des bergers de la Galleria Estense de Modène, datant du début du XVIe siècle.
Il fonda une école avec Garofalo, son pupille.
Lors d'un séjour à Venise en 1506, il découvrit la peinture de Giorgione, comme on peut l'observer dans les saints du Palais Pitti. Il retourna à Crémone la même année pour accomplir la décoration de la cathédrale, qui atteint son apogée avec les fresques des Scènes de la vie de la Vierge et du Christ : Christ en gloire dans l'abside et Annonciation (1506-1507).
Il fit des voyages à Rome entre 1509 et 1513, où il puisa probablement l'inspiration pour son retable de Santa Maria en Traspontina.
En 1523 et 1524, il reprend son activité crémonaise en peignant à fresque la voûte du dôme avec des scènes de la Vie de la  Vierge, unanimement considérées comme ses plus grands chefs-d'œuvre.

« À la connaissance du classicisme ombrien et de Giorgione, il allie un intérêt pour la manière de Dürer, avec davantage de liberté et de vie ; son activité plus tardive,  en témoigne tout particulièrement lorsqu'il reçoit les influences de la peinture excentrique d'Altobello Melone et de Giovanni Francesco Bembo. »

— Mina Gregori

## Œuvres
- Imago Pietatis (Pietà angélique), fin XVe siècle, tempera et huile sur panneau, 69 × 54 cm, Musée national, Varsovie
- Christ portant sa Croix et la Vierge évanouie, v. 1501, huile sur panneau, 137 × 135 cm, National Gallery, Londres
- Jeune gitane, 1504-1505, huile sur panneau, 24 × 19 cm, Galerie des Offices, Florence
- Mariage mystique de sainte Catherine, v. 1505, sur panneau, 87 × 143 cm, Gallerie dell'Accademia de Venise
- Vierge à l'Enfant, des saints et un donateur, v. 1505, sur panneau, 71 × 106 cm, Birmingham Museum and Art Gallery
- Mariage mystique de sainte Catherine, v. 1505 huile sur panneau, 87 × 143 cm, Gallerie dell'Accademia, Venise
- 'Vierge à l'Enfant, v. 1506,  huile sur panneau, Ca' Rezzonico, Venise
- Fresques de la Vie de la Vierge à la cathédrale de Crémone (1506-1519)
- Vierge à l'Enfant, 1506-1518, huile sur panneau, 51 × 37 cm, Metropolitan Museum of Art, New York
- Vierge à l'Enfant, v. 1510, huile sur panneau, Musée national d'art de Roumanie, Bucarest
- Vierge à l'Enfant, v. 1510, Lowe Art Museum, Miami
- Vierge à l'Enfant, 1518-1520, huile sur toile, transférée du bois, 70 × 53 cm, Musée de l'Ermitage, Saint-Pétersbourg
- Madone et quatre saints San Giuliano à Venise
- La Vierge et deux saints San Quirilo à Crémone
- La Sainte Famille, musée du Louvre à Paris
- Madone, musée Correr, Venise
- Madone, pinacothèque, Padoue
- Saint Jean l'Évangéliste et Saint Matthieu, faisaient partie d'un ensemble dont on ignore la nature des panneaux manquants. Peintures sur bois, 75 × 58 cm, Pavillon de la Meridiana, Palais Pitti, Florence[2]

De nombreuses œuvres précédemment attribuées à Pietro Perugino, Pinturicchio et Garofalo ont été reconnues comme les siennes.

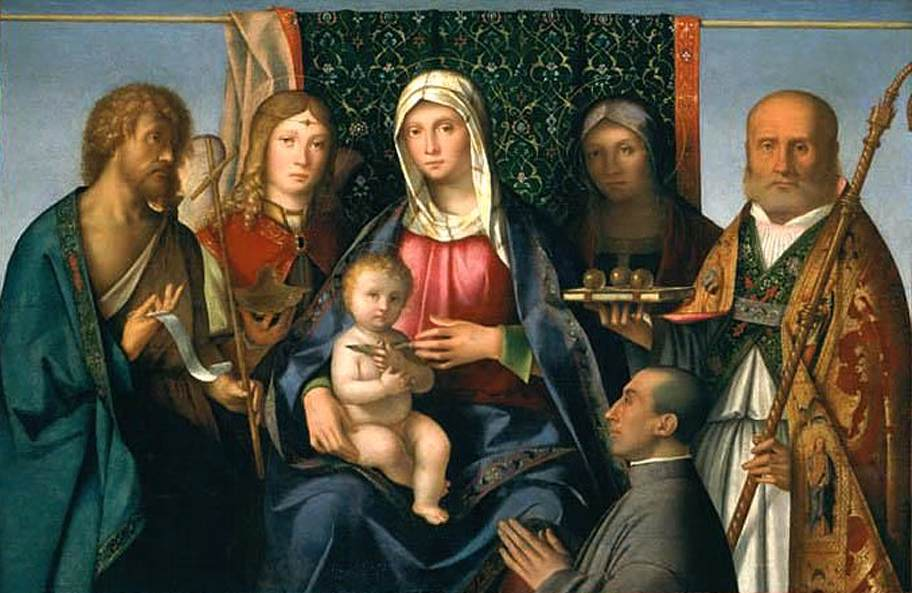
Vierge à l'Enfant et saints,1505-1515, Birmingham.
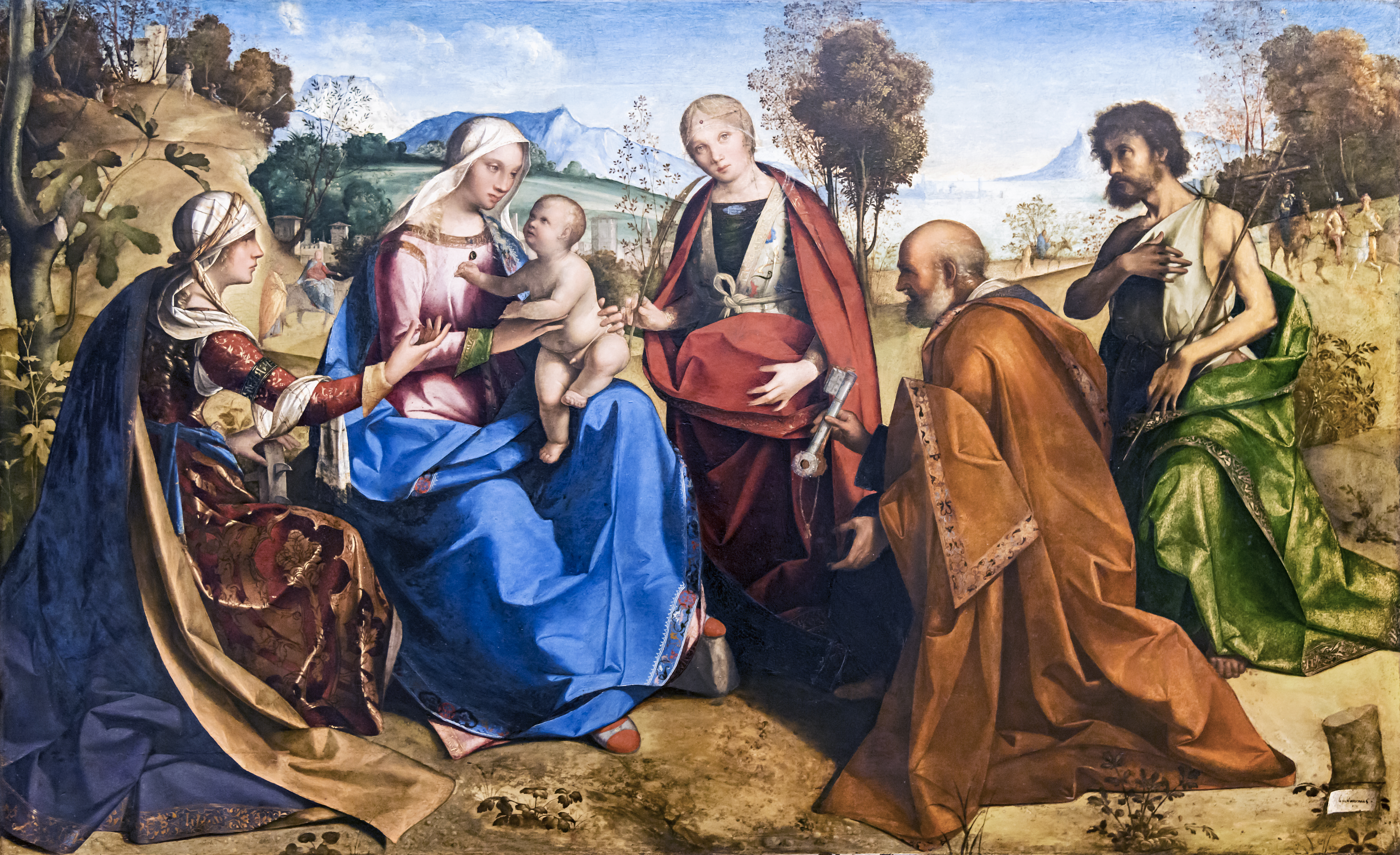
Mariage mystique de sainte Catherine,1505, Venise.
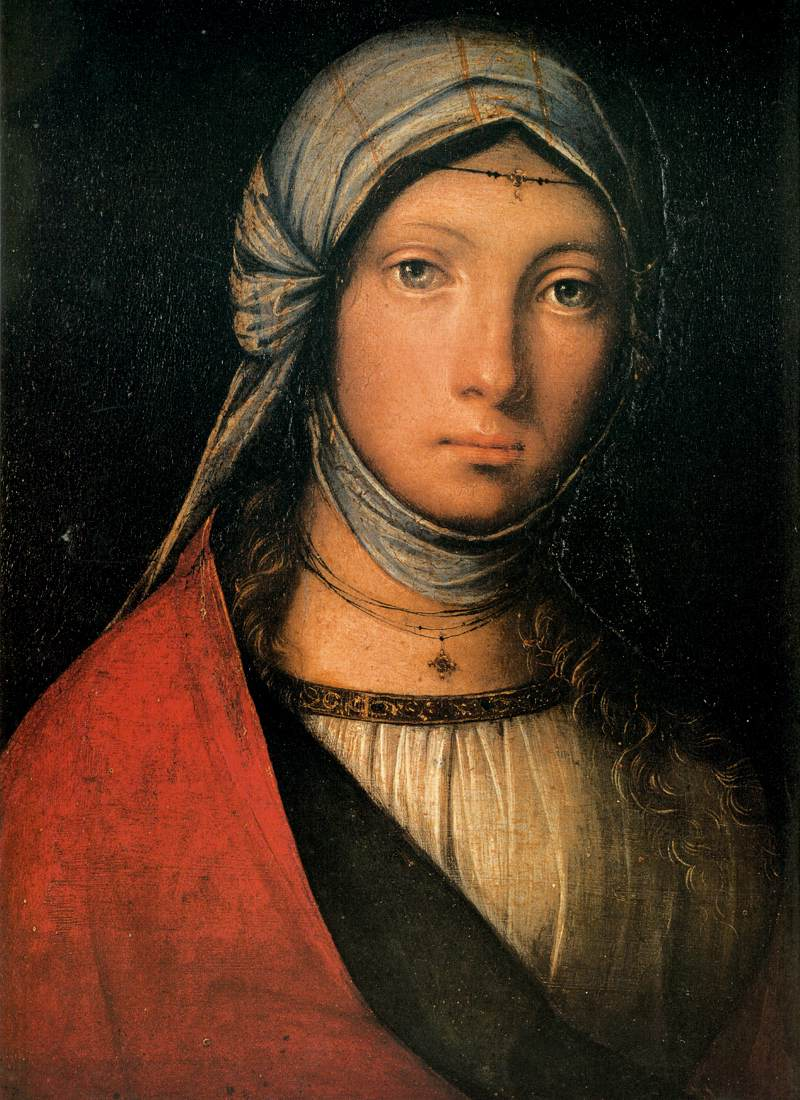
Gitane, 1504-1505 Florence
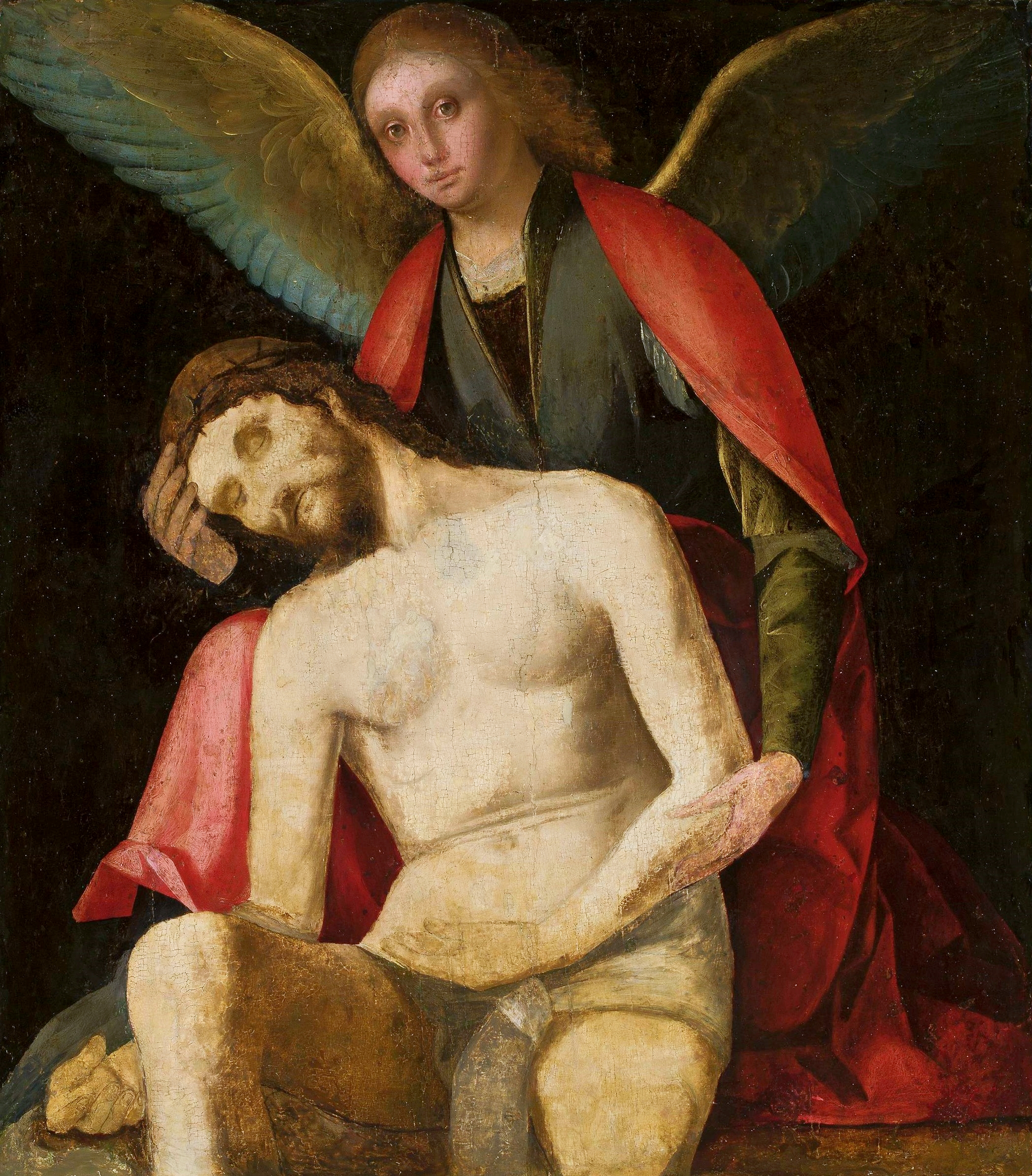
Imago Pietatis (Pietà angélique) fin XVe siècle, Varsovie
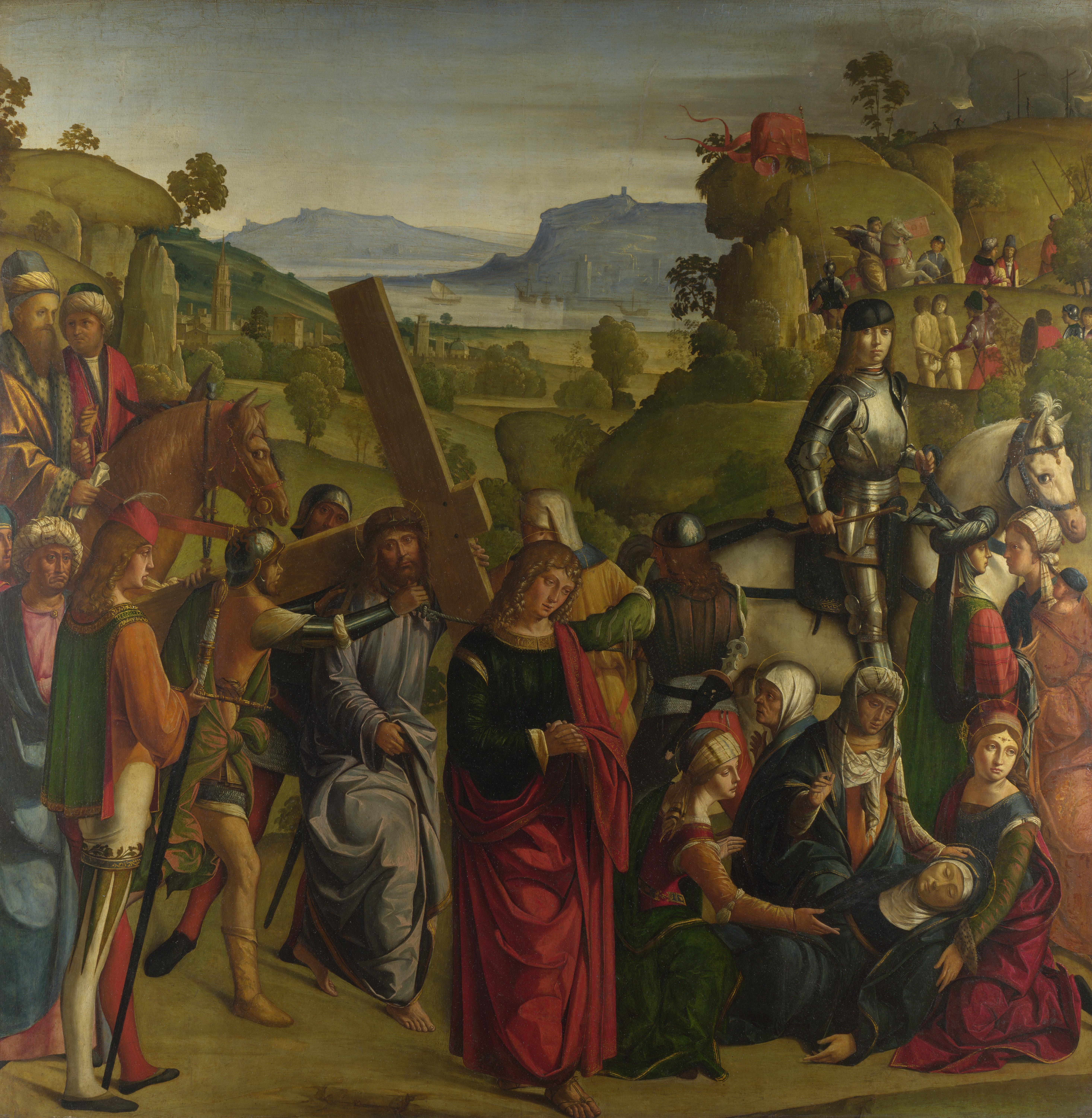
Portement de Croix, 1501 Londres
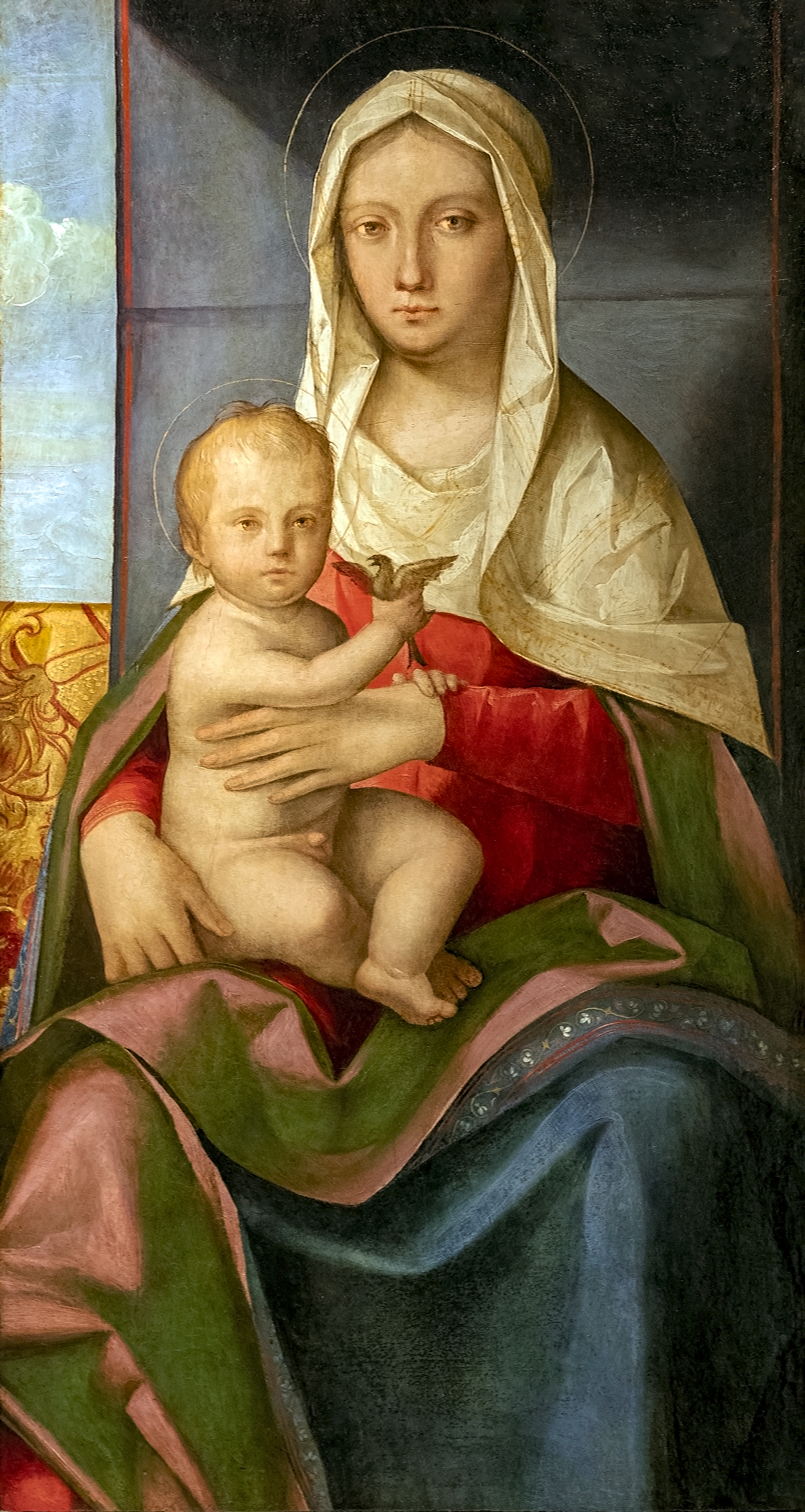
Vierge à l'enfant, 1506 Ca' Rezzonico, Venise
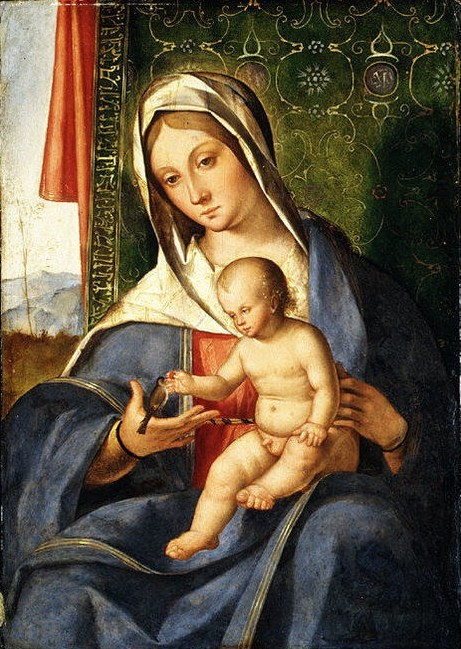
Madone, 1506-1518 New York
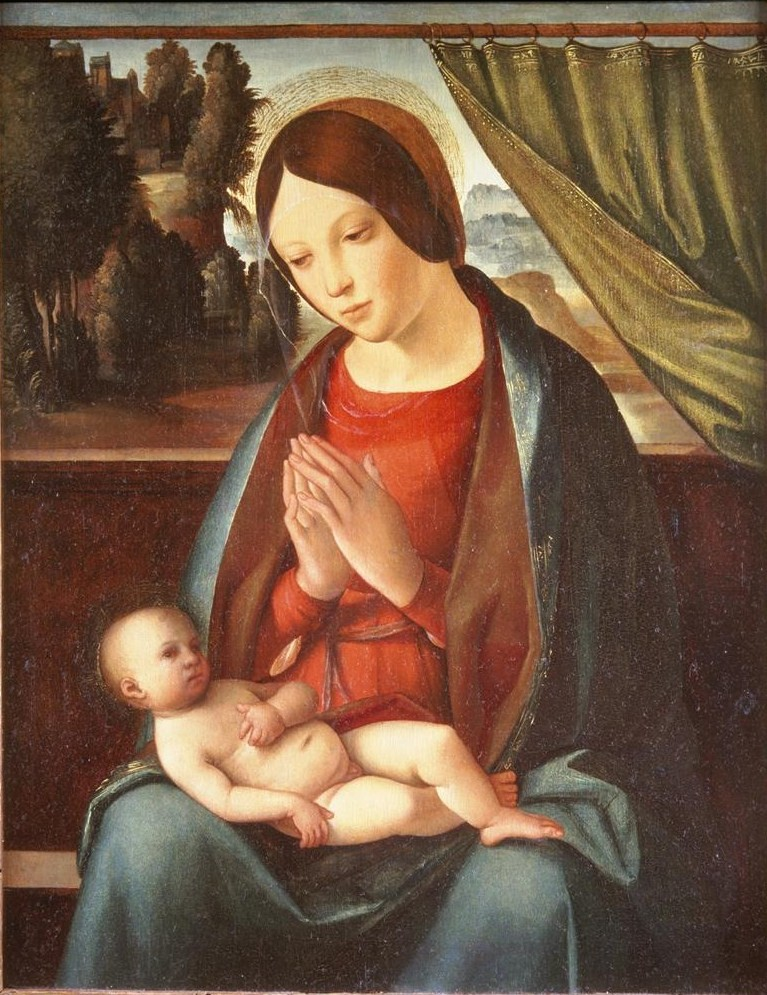
Madone, v. 1510 Miami
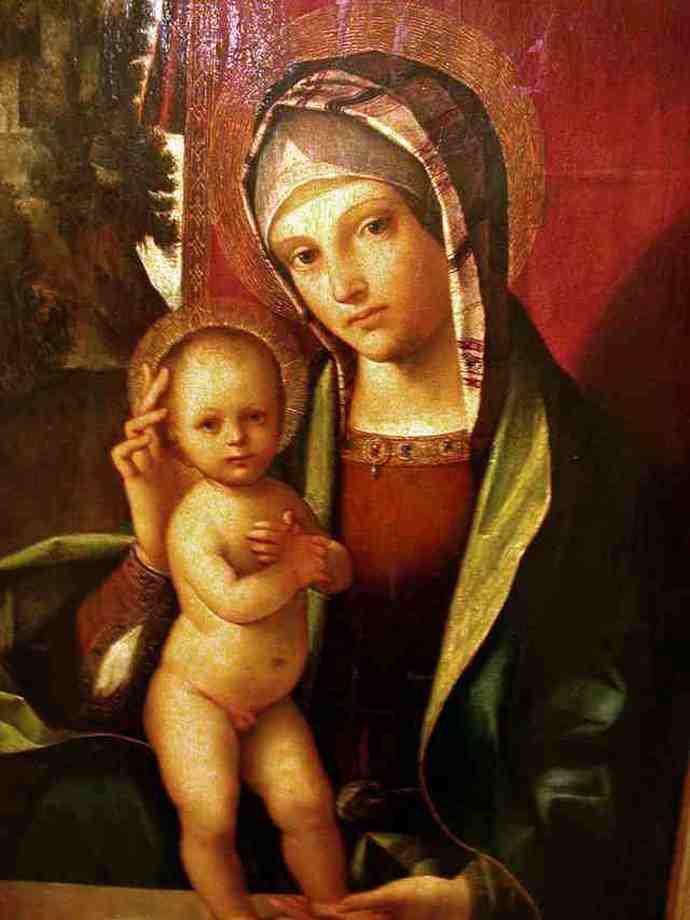
Madone, v. 1510 Bucarest
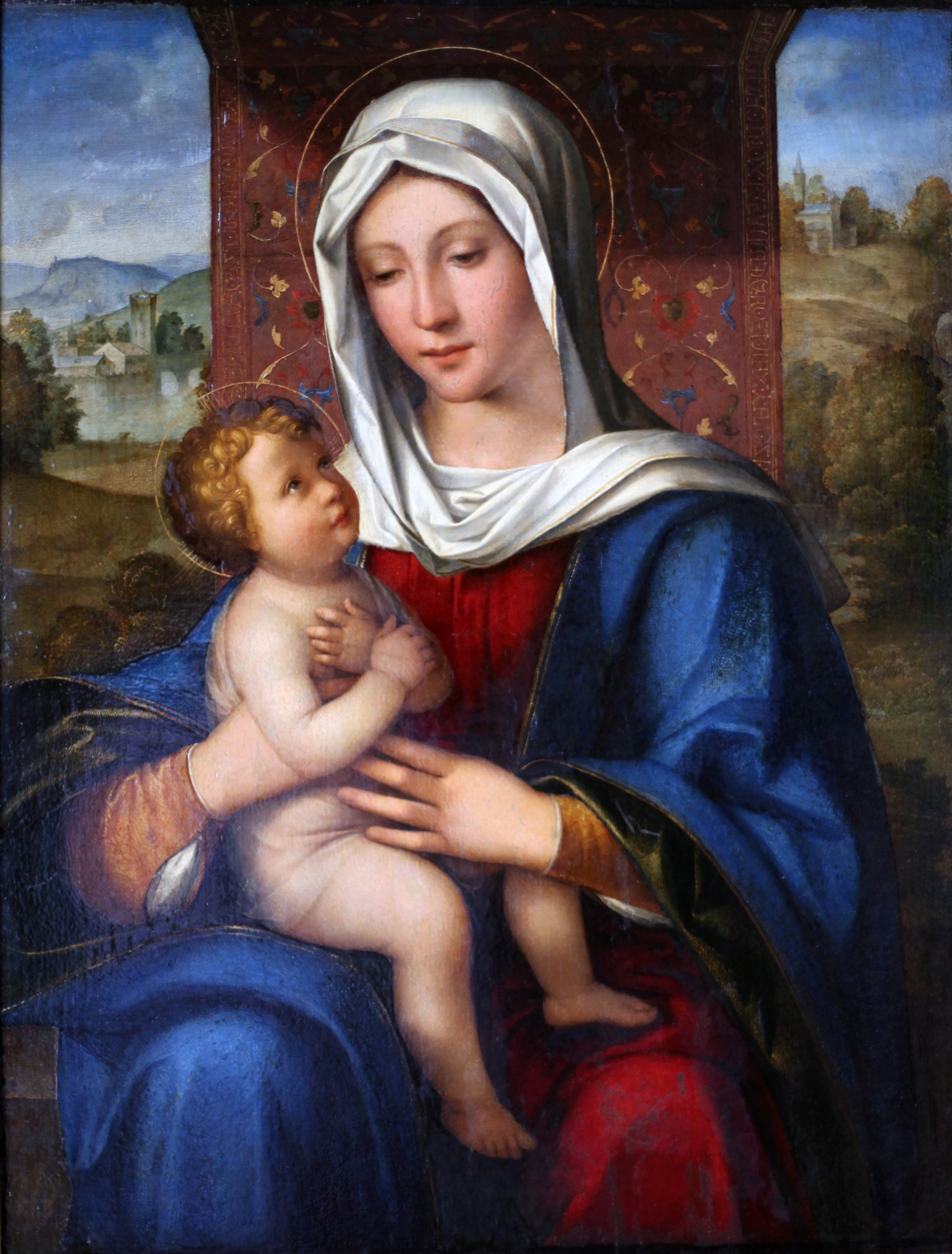
Madone, v. 1518 St Petersbourg